# Kunal Khemu
Kunal Khemu (ur. 25 maja 1983, w Śrinagarze w stanie Dżammu i Kaszmir, Indie) to bollywoodzki aktor filmowy. Jako dziecko grał w takich filmach jak Hum Hain Rahi Pyaar Ke (1993), Raja Hindustani (1995) i Zakhm (1998). Rola w ostatnim filmie przyjęta z uznaniem przez krytyków i publiczność. Jako dorosły zadebiutował główną rolą w Kalyug, w 2005 roku. 
Pochodzi z rodziny kaszmirskich braminów. Rodzice aktorzy: Ravi Khemu i Jyoti Khemu. Studiował w Mumbaju Narsee Monjee College i the Niranjanlal Dalmia High Schooland (ukończ. w 1999 roku). Stanu wolnego.

## Filmografia
| Rok  | Film                  | Rola                      | Uwagi        |
| ---- | --------------------- | ------------------------- | ------------ |
| 2008 | Superstar             | Kunal Mehra/ Karan Saxena |              |
| 2007 | Dhol                  | Gautam                    |              |
| 2007 | Traffic Signal        | Silsila                   |              |
| 2005 | Kalyug                | Kunal P. Dhar             |              |
| 1998 | Zakhm                 | młody Ajay                | jako dziecko |
| 1998 | Angaaray              | Dev Malhotra              | jako dziecko |
| 1998 | Dushman               | Bhim                      | jako dziecko |
| 1997 | Bhai                  | Krishna, brat Kundana     | jako dziecko |
| 1997 | Tamanna               |                           | jako dziecko |
| 1996 | Raja Hindustani       | Rajnikant                 | jako dziecko |
| 1995 | Aazmayish             | młody Raja                | jako dziecko |
| 1994 | Naaraaz               | Aditya Sehgal             | jako dziecko |
| 1993 | Hum Hain Rahi Pyar Ke | Sunny                     | jako dziecko |
| 1993 | Sir                   | Kunal                     | ABHINAV      |